# Euaugaptilus rostratus
Euaugaptilus rostratus är en kräftdjursart som först beskrevs av Esterly 1906.  Euaugaptilus rostratus ingår i släktet Euaugaptilus och familjen Augaptilidae. Inga underarter finns listade i Catalogue of Life.